# L'uomo col megafono
L'uomo col megafono è un brano musicale scritto ed interpretato da Daniele Silvestri. Con questa canzone, Silvestri partecipò al Festival di Sanremo 1995 nella sezione "Nuove proposte".
Silvestri sottolineò l'impegno del testo, di smaccata natura politica, accompagnandosi con dei cartoncini colorati, sui quali erano scritti le parole salienti del testo - un uso mutuato probabilmente da un'analoga iniziativa di Bob Dylan. In alcuni passaggi del brano la voce di Silvestri viene distorta, come se uscisse da un megafono.
Il brano si classificò decimo (ultimo fra le Nuove proposte finaliste), ma si aggiudicò il premio "Volare" della critica, come miglior testo letterario.
La canzone venne poi inserita nel secondo album di Silvestri, Prima di essere un uomo.